# Tempel von Esna
Als Tempel von Esna bezeichnet man die Reste des altägyptischen Chnum-Tempels in der oberägyptischen Stadt Esna, etwa 55 Kilometer südlich von Luxor. Er führte den altägyptischen Namen Hut-Chenmu („Haus des Chnum“). Einziger erhaltener Tempelteil ist der Pronaos, die Vorhalle des eigentlichen Tempels. Die von 24 Säulen gestützte und mit einem intakten Dach versehene Halle steht inmitten der am Nil gelegenen Stadt, 200 Meter westlich des Flussufers.
Der Tempel von Esna war dem widderköpfigen Chnum geweiht, der als Schöpfer von Menschen und Göttern fungierte. In seiner Erscheinungsform als Chnum-Hapi belebte er alljährlich die Nilquellen, um die Nilschwemme herbeizuführen. Daneben wurden auch seine Gemahlin Menhit, die Stadtgöttin Nebetuu sowie die Götter Heka und Neith verehrt. Der freigelegte Pronaos des Tempels liegt neun Meter unter dem Straßenniveau der Stadt Esna in einer ausgehobenen Senke. Zum Eingang des Tempels führen Treppen hinunter. Die heute sichtbaren Tempelteile stammen aus ptolemäischer und römischer Zeit.

## Geschichte
| \| Chnum-Tempel (Esna) \| |
| Lage in Ägypten           |
| Chnum-Tempel (Esna)       |

Der Chnum-Tempel von Esna wurde auf den Ruinen eines früheren Heiligtums aus der 18. Dynastie, spätestens der Zeit Thutmosis III. († 1425 v. Chr.), errichtet. Der Neubau entstand unter der Herrschaft der Pharaonen Ptolemaios VI. und Ptolemaios VIII. im zweiten Jahrhundert v. Chr. Der ptolemäische Hauptteil des Bauwerks, der Naos mit dem Heiligtum des Chnum, ging im Mittelalter verloren. In römischer Zeit begann unter Kaiser Claudius (41–54) der Bau des noch vorhandenen Pronaos, der unter Kaiser Decius (249–251) vollendet wurde. Durch die jährlichen Hochwasser des Nils und die damit verbundenen Überschwemmungen versank der Tempelbereich allmählich unter Schlick, dessen Menge bis zur Höhe des heutigen Straßenniveaus der Stadt Esna anwuchs.

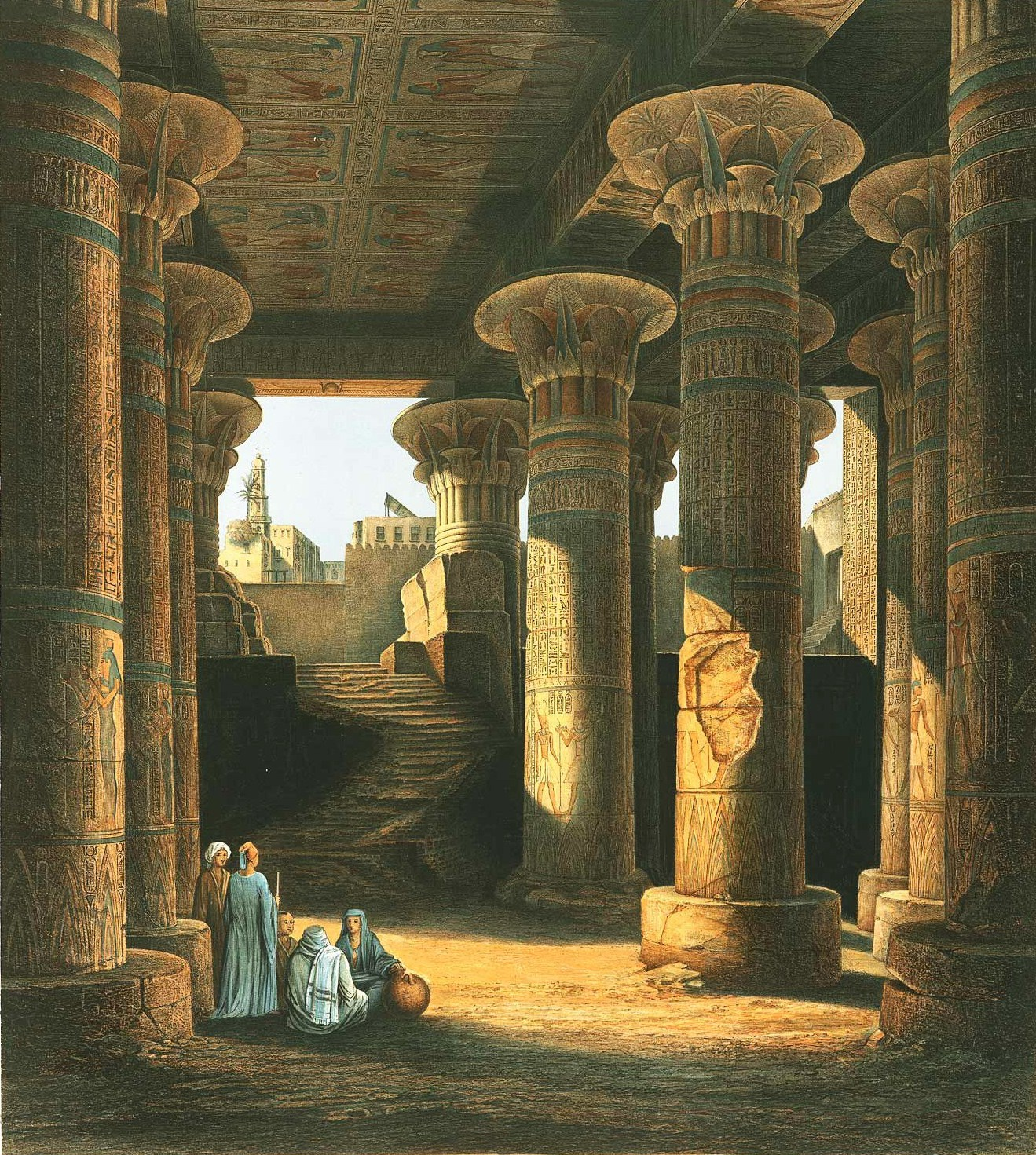
Säulenhalle 1842–45

Zu Beginn der Neuzeit reichte der Boden bis zu den Kapitellen der Säulen des Pronaos. Bei der Eroberung Ägyptens durch Napoleon Bonaparte sollen sich unter dem Tempeldach Einwohner der Stadt vor den Franzosen geschützt haben, Einschüsse seien oberhalb der Kapitelle noch erkennbar. Anschließend gruben die französischen Soldaten die Säulenhalle des Pronaos teilweise aus. Erste wissenschaftliche Grabungen erfolgten Mitte des 19. Jahrhunderts durch Auguste Mariette.
In der jüngeren Geschichte Ägyptens entwickelte sich der restaurierte Pronaos des Chnum-Tempels zum wichtigsten touristischen Anziehungspunkt der Stadt Esna. Durch die nahe Lage am Nil ist der Besuch des Bauwerks ein fester Bestandteil der Flussreisen zwischen Luxor im Norden und dem 135 Kilometer südlich gelegenen Assuan. Der Weg von der Anlegestelle östlich des Chnum-Tempels führt durch die Straßen des Basars von Esna.

## Tempelanlage

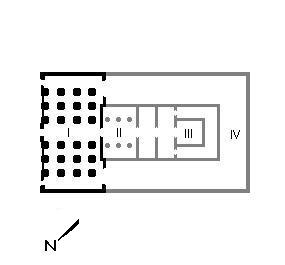
Ursprünglicher Tempelplan

Die ursprüngliche Anlage des Chnum-Tempels von Esna umfasste neben dem erhaltenen Pronaos einen sich diesem anschließenden, mit sechs Säulen ausgestatteten Säulensaal, das dahinter befindliche Heiligtum und eine mit Reliefs geschmückte Umfassungsmauer. Von der Struktur her ähnelte der Bau den Tempeln von Edfu und Dendera. Der Wegfall der südwestlichen ptolemäischen Gebäudeteile macht den Chnum-Tempel heute zu einem Torso. Nur wenige Relikte weisen auf die Anordnung der zerstörten Tempelteile hin. Die reichhaltigen Reliefs des Pronaos entschädigen für das nicht erhaltene Gesamtbild der Anlage.

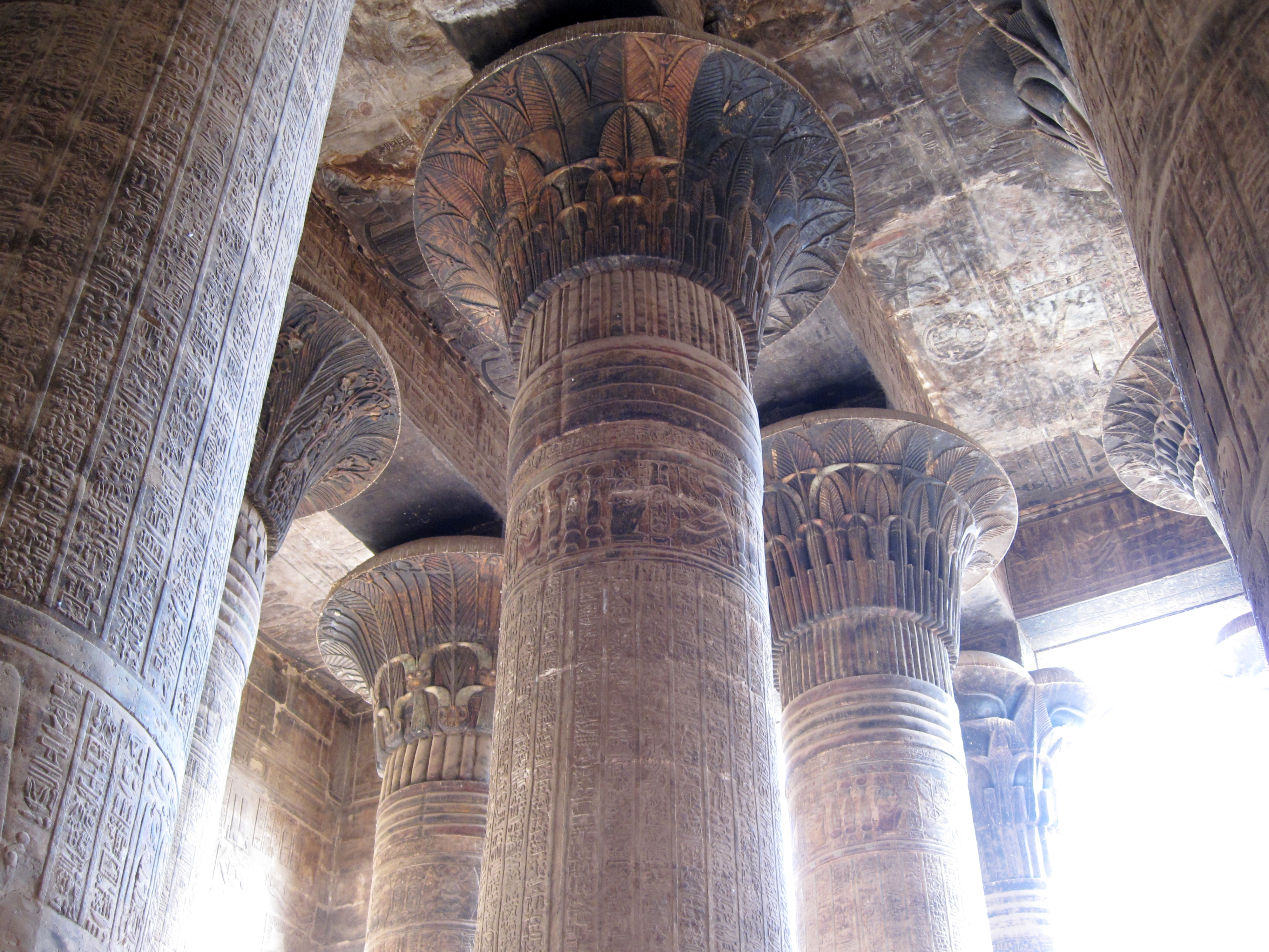
Kapitelle der Säulenhalle

Die heute noch vorhandene Säulenhalle des Pronaos ist 33 Meter breit und 16,5 Meter tief. Das Dach wird von 24 über 13 Meter hohen Säulen mit Kompositkapitellen in Pflanzenformen getragen. Der Pronaos des Chnum-Tempels von Esna ist damit beispielsweise größer als der des Tempels von Edfu. Die Säulen der ersten Säulenreihe sind, wie die in Edfu, beiderseits des zentral gelegenen Haupteingangs mittels sechs halbhohen Interkolumnien-Mauern verbunden. Drei von ihnen weisen Türdurchbrüche auf. Oberhalb der Mauern hat man in heutiger Zeit Vogelgitter angebracht, um den Innenraum des Pronaos zu schützen.
Auf vier der die Säulen verbindenden Mauern beiderseits des Mitteleingangs sind auf der Vorderseite, der Tempelfassade, Reliefs angebracht, die die römischen Kaiser Tiberius, Claudius und Nero als Pharaonen mit verschiedenen ägyptischen Gottheiten darstellen. Links erscheinen Claudius in einer typischen Reinigungsszene, bei der der ibisköpfige Thot und der falkenköpfige Horus im Beisein der löwenköpfigen Menhit Wasser auf das Haupt des Herrschers geben, und Tiberius, mit der ägyptischen Doppelkrone Pschent gekrönt, der durch die unterägyptische Wadjet und die oberägyptische Nechbet zu Chnum geführt wird. Vor Chnum steht auf einem Podest mit dem Symbol des „Vereinigens beider Länder“ der Kindgott Heka-pa-chered. Dieser wird auch als Sohn des Chnum mit Menhit als Mutter gedeutet. Auf den Mauern rechts des zentralen Tempeleingangs sind zwei Szenen mit Nero aufgeführt. In der neben dem Haupteingang wird er durch Month und Heka zur Neith geführt, die andere Mauer, in der sich ein Türdurchbruch befindet, zeigt seine Krönung mit der pharaonischen Doppelkrone durch Harsiese und Thot.

Fassadenreliefs beiderseits des Tempeleingangs
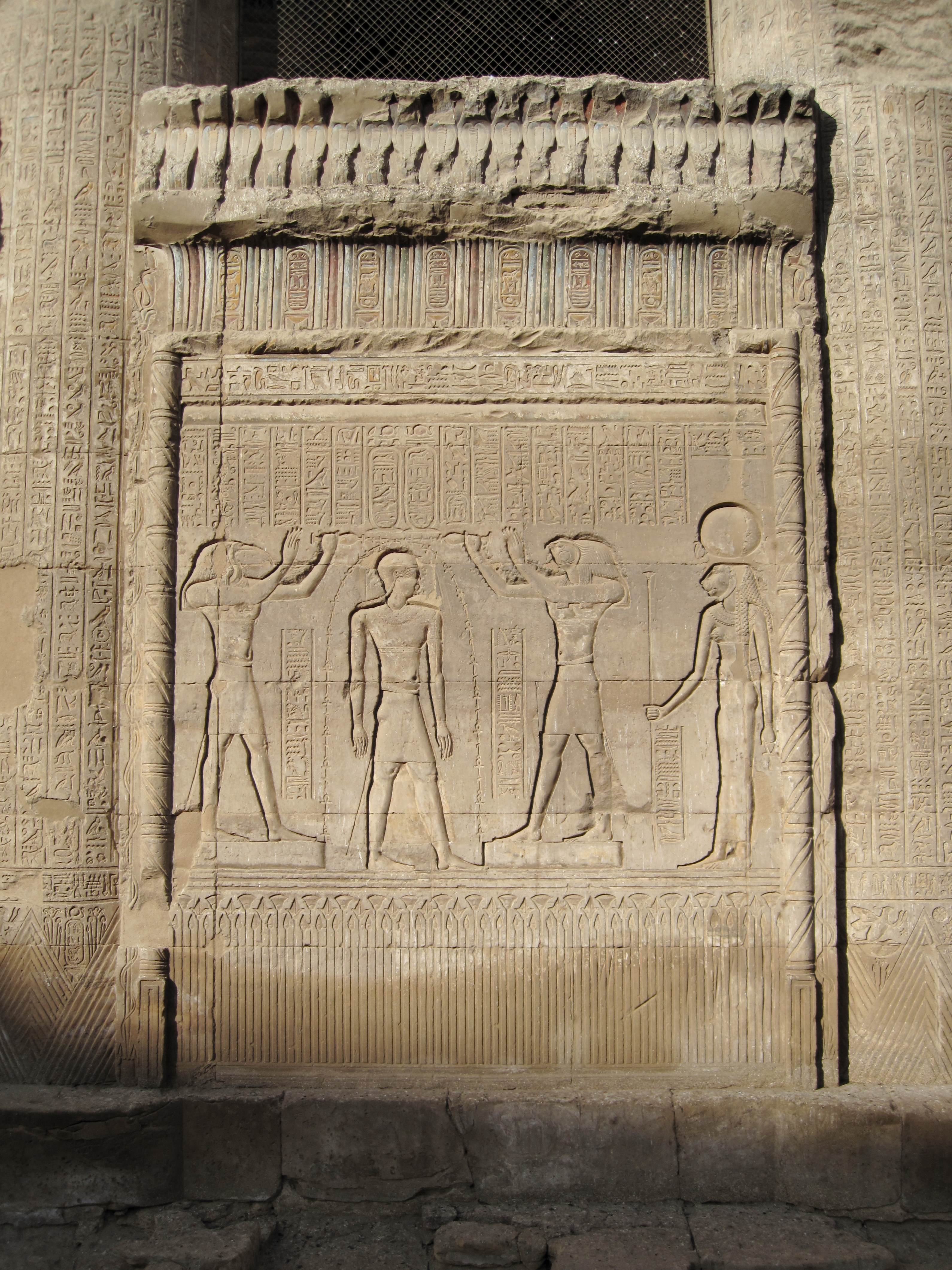
Horus und Thot reinigen Kaiser Claudius im Beisein der Göttin Menhit
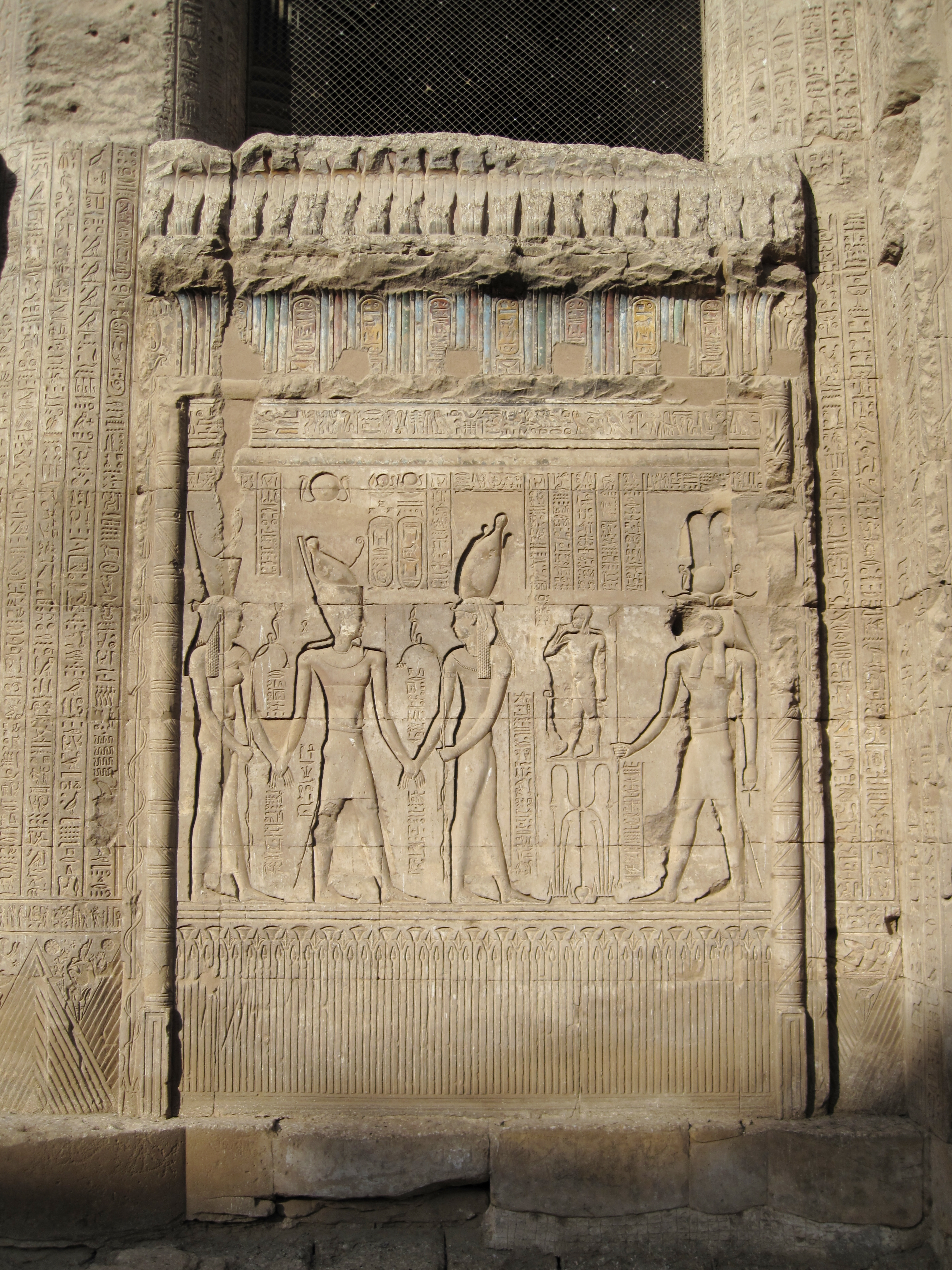
Kaiser Tiberius wird von Wadjet und Nechbet zu Chnum geführt (davor der Kindgott Heka-pa-chered)
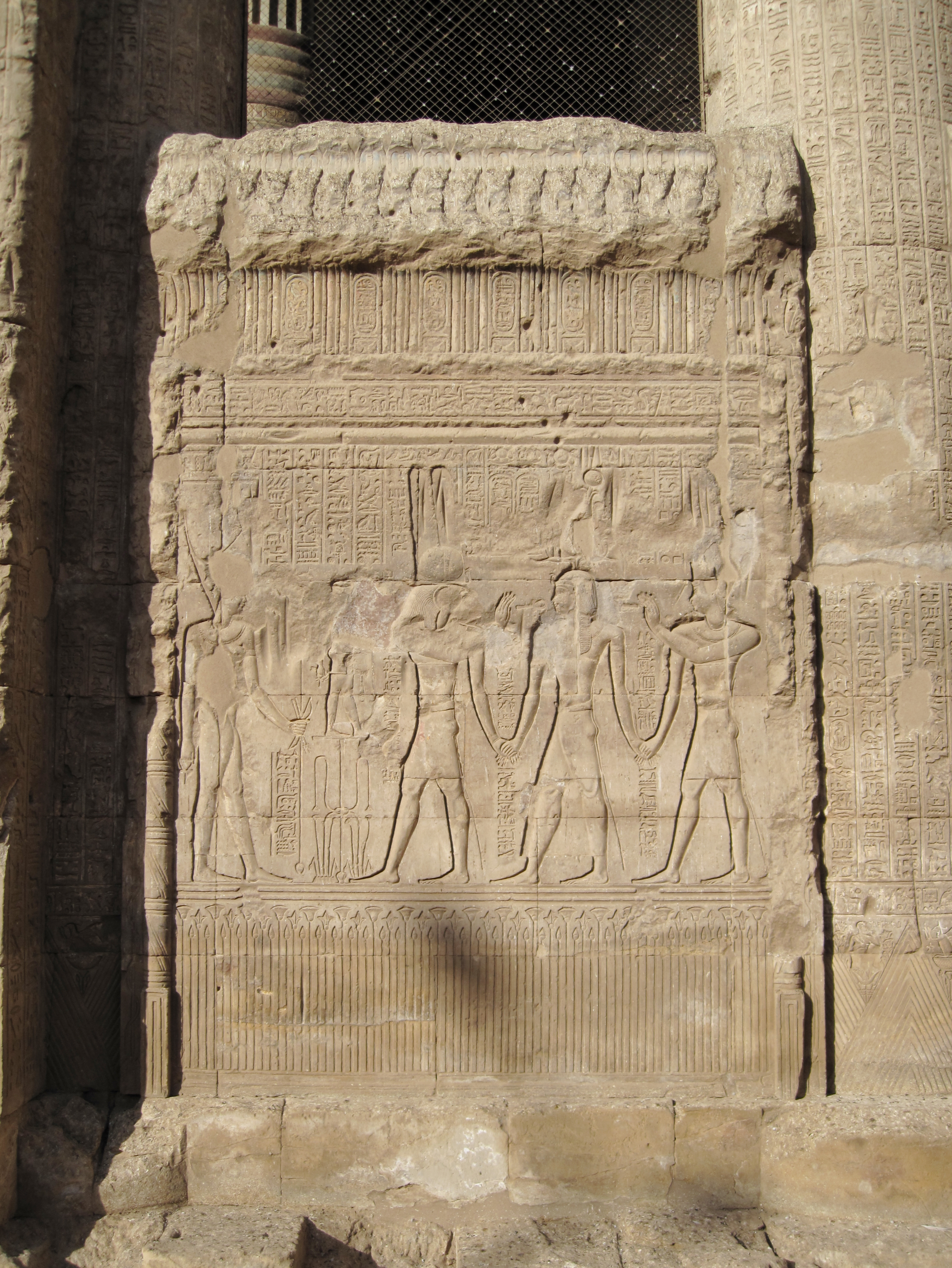
Month und Heka führen Kaiser Nero zur Göttin Neith
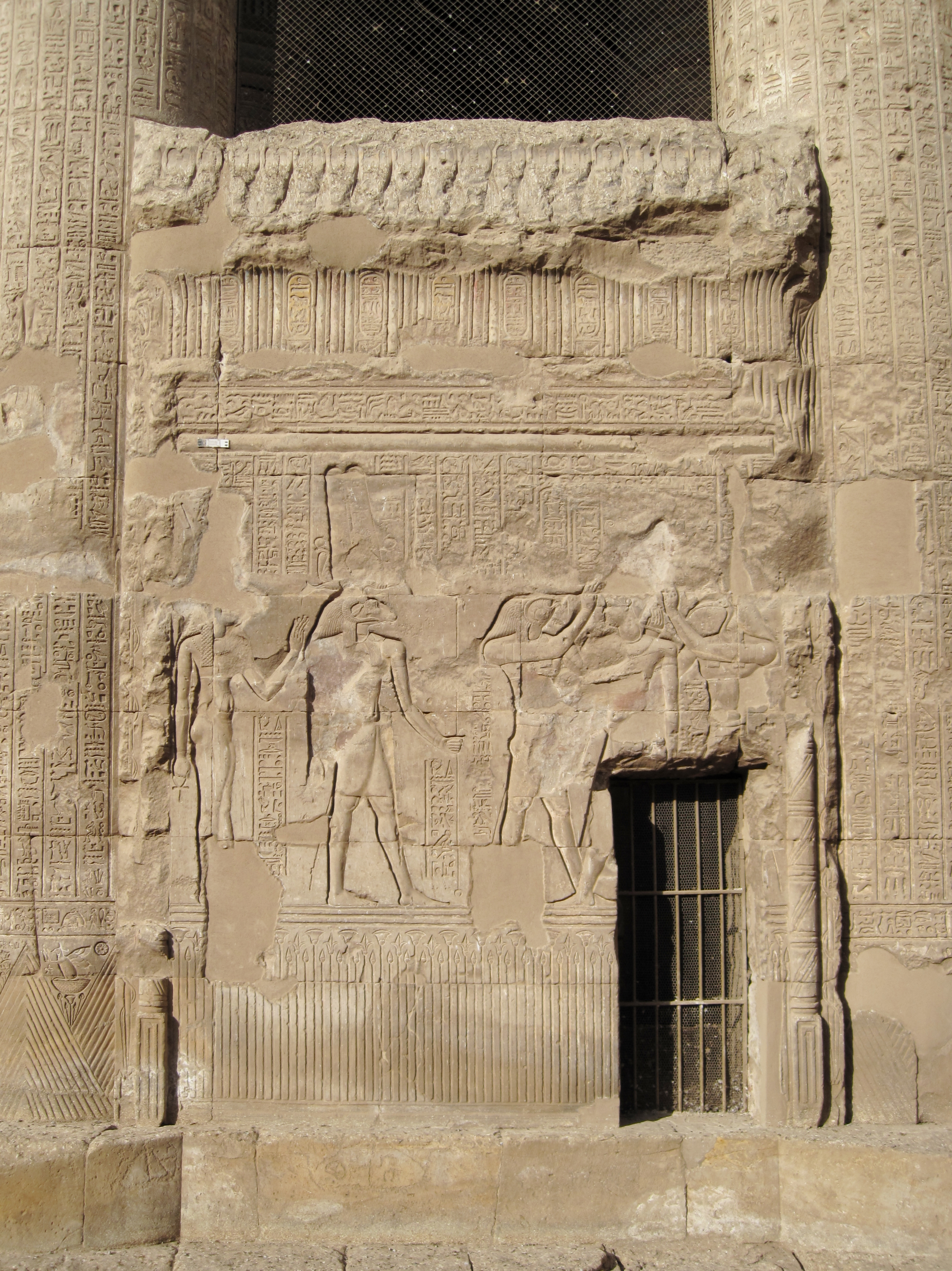
Krönung des Nero durch Harsiese und Thot mit der Doppelkrone Ägyptens

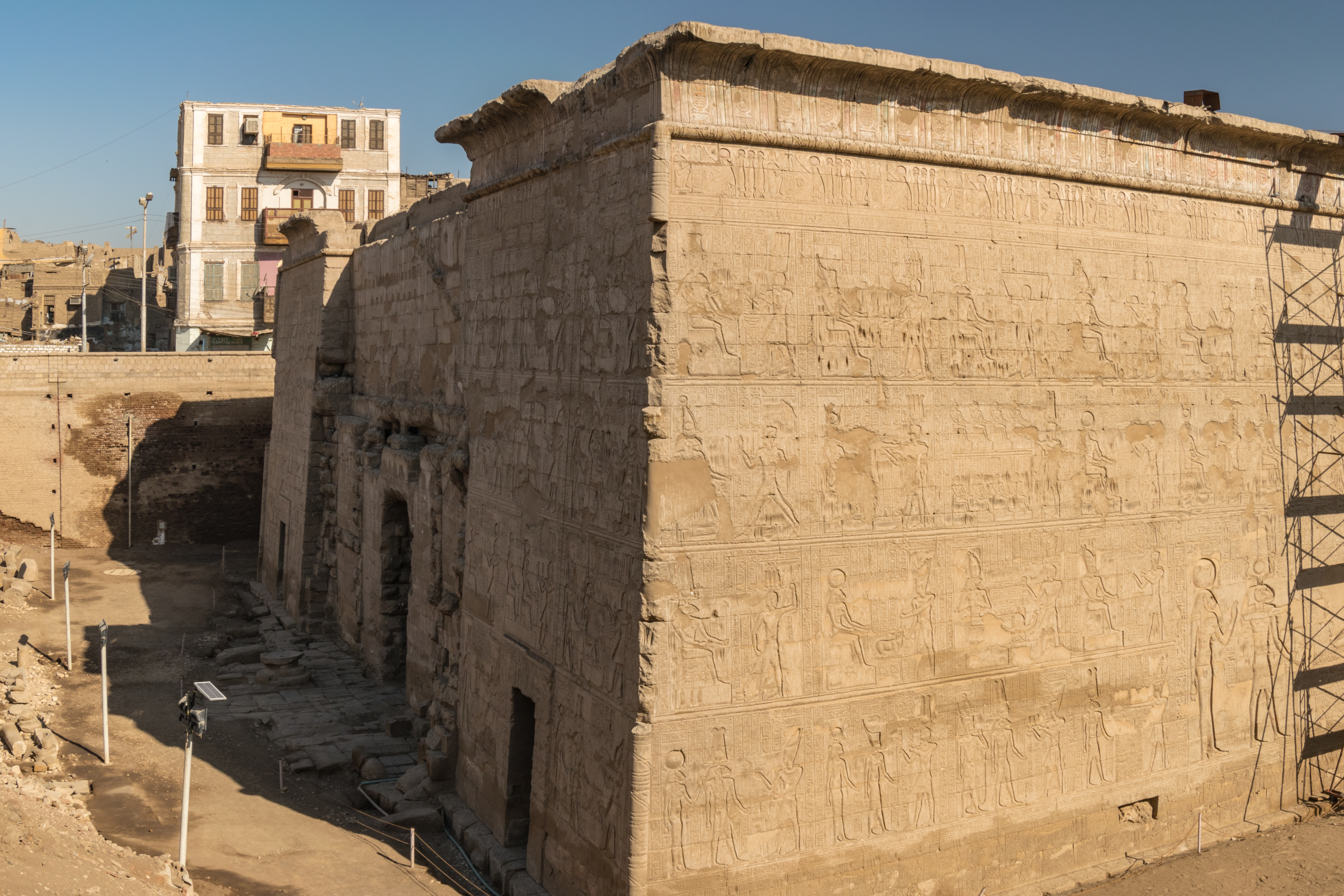
Rück- und Seitenansicht des Pronaos (SW/SO)

An der Rückseite des Pronaos, der äußeren Rückwand der Säulenhalle im Südwesten, ist die ehemalige Verbindung zum ptolemäischen Tempelkomplex zu erkennen. Die nur halb so hohe Mauer des in der Vergangenheit an den Pronaos angrenzenden Säulensaals des Tempels ist in den überproportional großen römischen Vorbau integriert. Hier befinden sich drei Öffnungen in der Gebäudewand. Die mittlere, das ptolemäische Portal, führte ins Innere des Tempels zum Heiligtum. Die beiden seitlichen Öffnungen waren Türen zum umlaufenden Gang um das eigentliche Tempelhaus. Die Reliefdarstellungen um diese beiden Türen herum stammen aus der Zeit des Kaisers Mark Aurel und dessen Sohn und Nachfolger Commodus. Sie zeigen die beiden Herrscher als Pharaonen vor den Göttern.

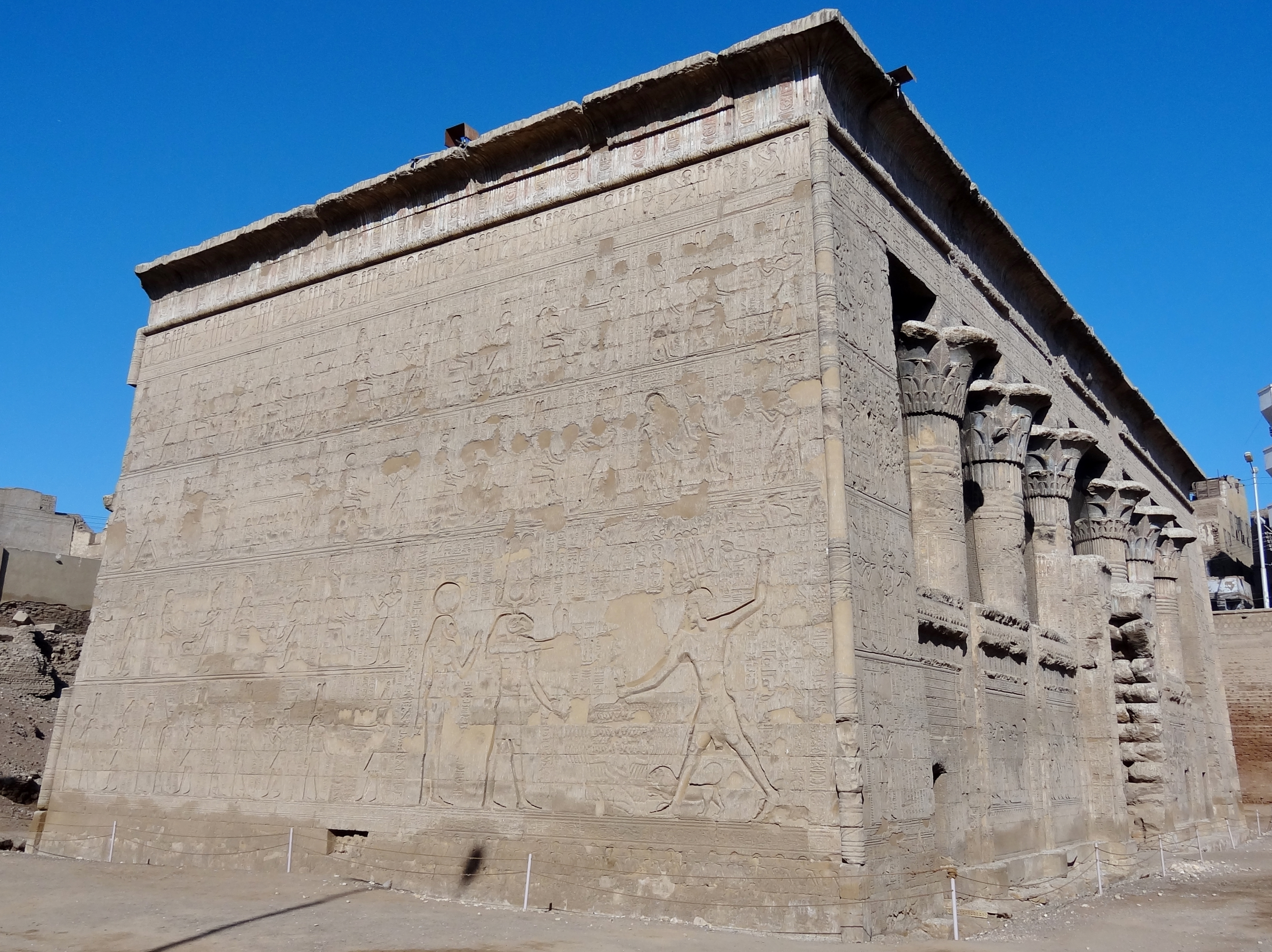
Südostseite des Pronaos

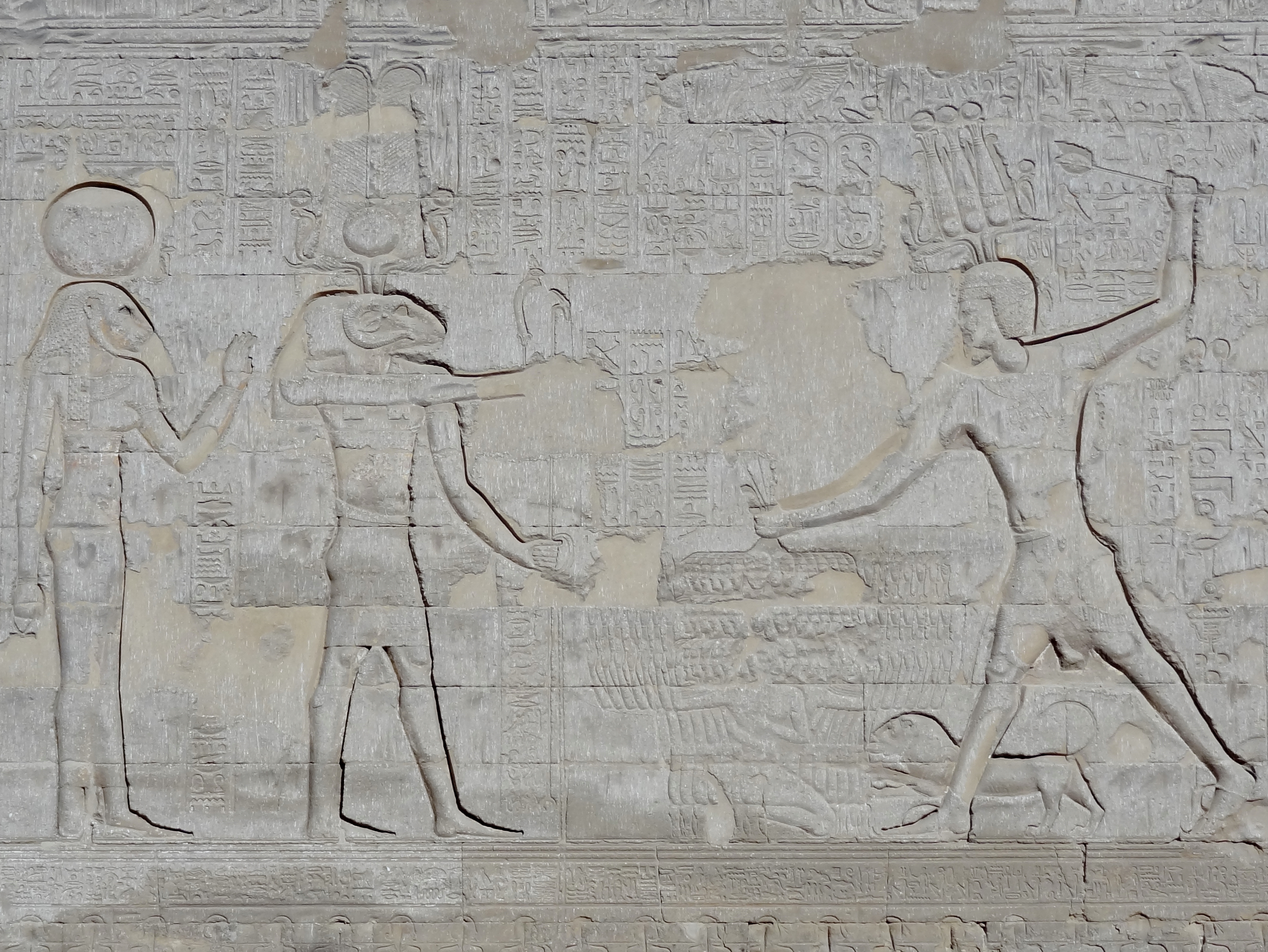
Domitian erschlägt vor Chnum und Menhit die Feinde des Landes

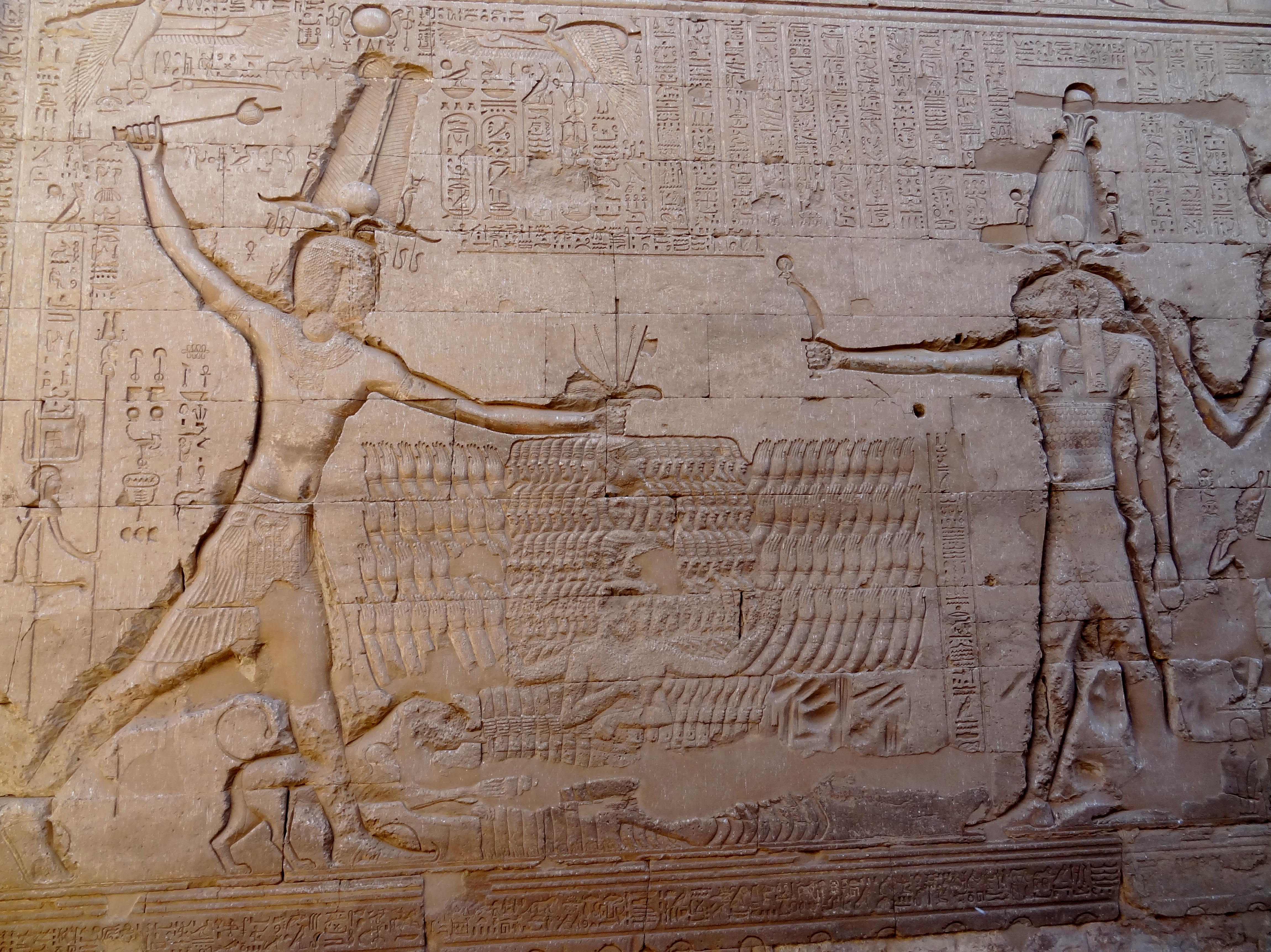
Trajan erschlägt vor Chnum die Feinde des Landes

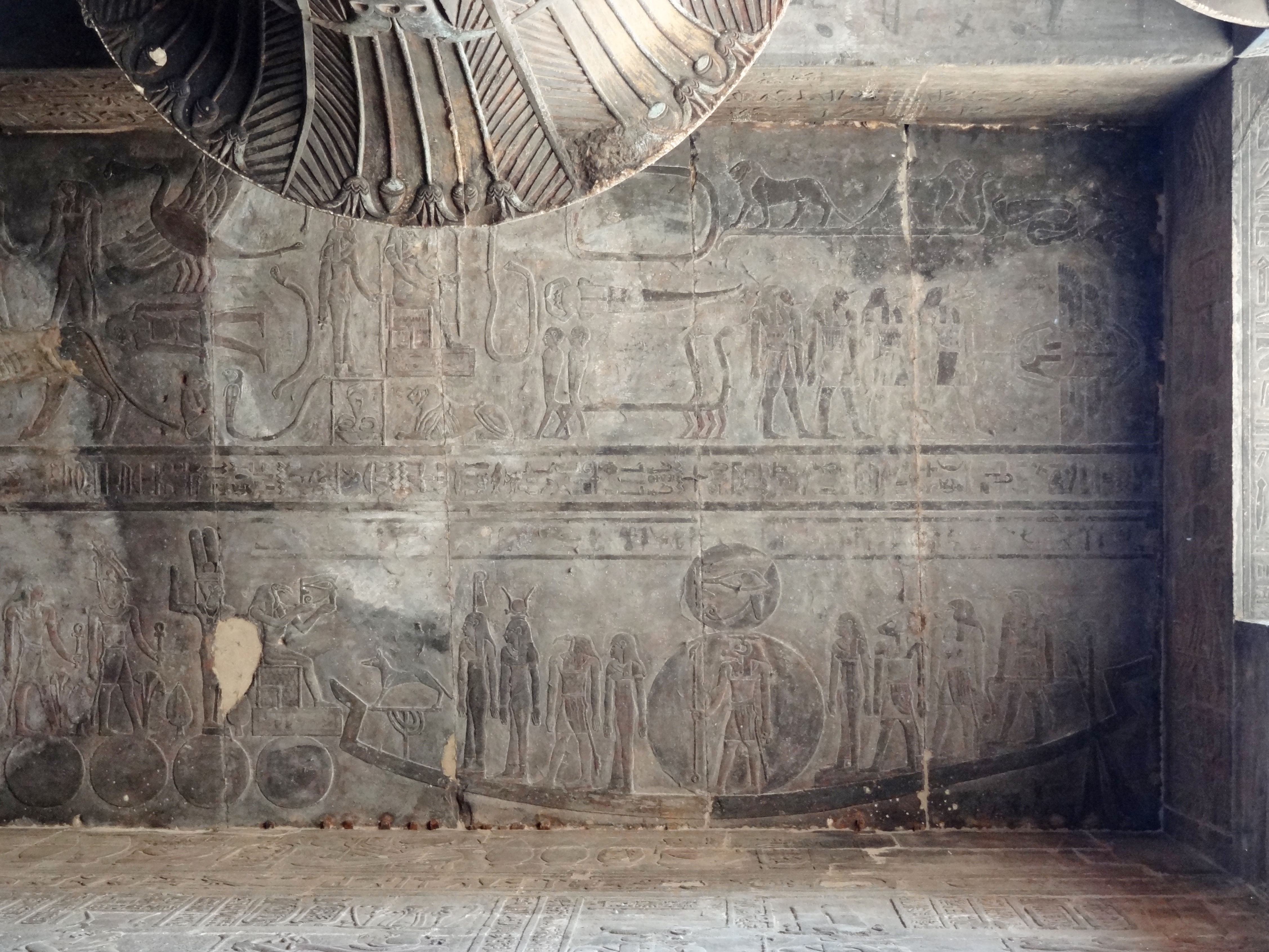
Deckenrelief im Pronaos

Die äußeren Seitenwände des Pronaos sind ebenfalls vollständig mit Reliefs geschmückt. In ihnen sind die römischen Kaiser Titus, Domitian und Trajan abgebildet, wobei Titus nur in den kleineren Reliefs vorkommt, so an der südöstlichen Wand beim Erstechen einer Schildkröte vor der Göttin Sachmet und der Tötung einer Oryxantilope vor der Göttin Menhit. Aus den jeweils vier Darstellungsebenen sind zwei Reliefs auf Grund ihrer Größe, unter anderem der doppelten Höhe über zwei Ebenen, besonders hervorgehoben. Sie gleichen sich nicht nur hinsichtlich der Ausmaße, sondern auch von ihrem Inhalt.
Auf der rechten Seite der Südostwand erschlägt Domitian nach Art der Pharaonen vor den Göttern Chnum und Menhit eine Gruppe von Feinden Ägyptens. Er hält diese dabei an den Haarbüscheln. Der Tempelherr Chnum überreicht dem von einem Löwen begleiteten Herrscher hierzu ein Krummschwert, das Chepesch. Menhit begleitet die Szene hinter Chnum mit erhobener Hand, während sie in der anderen das Lebenszeichen Anch hält. Die nordwestliche Pronaoswand zeigt die gleiche Szenerie der Erschlagung der Gegner, nur spiegelverkehrt. Hier ist es Kaiser Trajan, der die Feinde des Landes an den Haarbüscheln hält. Selbst der den Herrscher begleitende Löwe wiederholt sich in dem Relief, wie auch die Übergabe des Chepesch durch Chnum. Einzig die Darstellung der hinter Menhit stehenden Göttin Neith weicht vom Relief mit Domitian ab.
Die Inschriften und Reliefs im Innenraum des Pronaos, die sich sowohl an den Wänden wie auch an den Säulen befinden, sind in einem guten Erhaltungszustand. Die Decke der Halle ist mit religiös-astronomischen Fresken bedeckt. Hier finden sich die altägyptischen Tierkreiszeichen wie auch, auf den sechs Deckenfeldern nordwestlich und südöstlich des Mittelfeldes, Darstellungen der „Tages- und Nachtfahrt“ der Sonne. Der Mond ist auf dem nordwestlichen Deckenstreifen abgebildet. Dort und auf dem südwestlichen Deckenabschnitt befinden sich auch die sogenannten Dekansterne. Die Himmelsbilder sind den jeweiligen Zeiten der unter ihnen handelnden Götter bei den entsprechenden Festen zugeordnet.
Die Wände und Säulen des Innenraums der Halle wurden wie die Außenreliefs weitgehend in den Herrscherzeiten nach Vespasian, beginnend mit Titus, vor allem aber unter Domitian und Trajan erstellt. Unter Nero und Vespasian hatte man nur an wenigen Punkten bezüglich der Ausschmückung gearbeitet. In der Zeit Vespasians war mit der Deckendarstellung des Mittelteils begonnen worden. Diese wurde erst nach ihm vollendet. Unter Titus und Domitian verzierte man mindestens zehn der Säulen des Pronaos. An die kurze, nicht einmal zweijährige Regierungszeit Nervas erinnern nur zwei Reliefdarstellungen, eine auf einer Säule, die andere an der Rückwand oberhalb der ptolemäischen Tempelwand. Letztere zeigt den Kaiser, wie er vor der Barke der Göttin Neith ein Rauchopfer darbringt.
Die Schäfte der Säulen des Pronaos sind mit Inschriften versehen, die den Festkalender des Tempels wiedergeben, der wohl in zwei Abschnitte geteilt wurde, unter Kaiser Domitian auf den Innenseiten der vorderen Eckpfeiler des Pronaos angebracht. An den Wänden der Halle setzten sich in den dortigen Reliefs die Darstellungen verschiedener römischer Kaiser fort, alle in der Position des Herrschers und in Beziehung zur ägyptischen Religion. So sind die Kaiser Commodus, Septimius Severus, Caracalla, Geta, Severus Alexander, Philippus Arabs und Decius aufgeführt. Ein Relief, datiert Mitte des 3. Jahrhunderts, zeigt Decius mit der unterägyptischen Krone, wie er Chnum in Menschen- und Widdergestalt eine Töpferscheibe reicht, das Symbol des Schöpfergottes Chnum. Es ist das zeitlich gesehen letzte erhaltene Tempelrelief des altägyptischen Tempels von Esna.

Innenraum der Säulenhalle des Pronaos
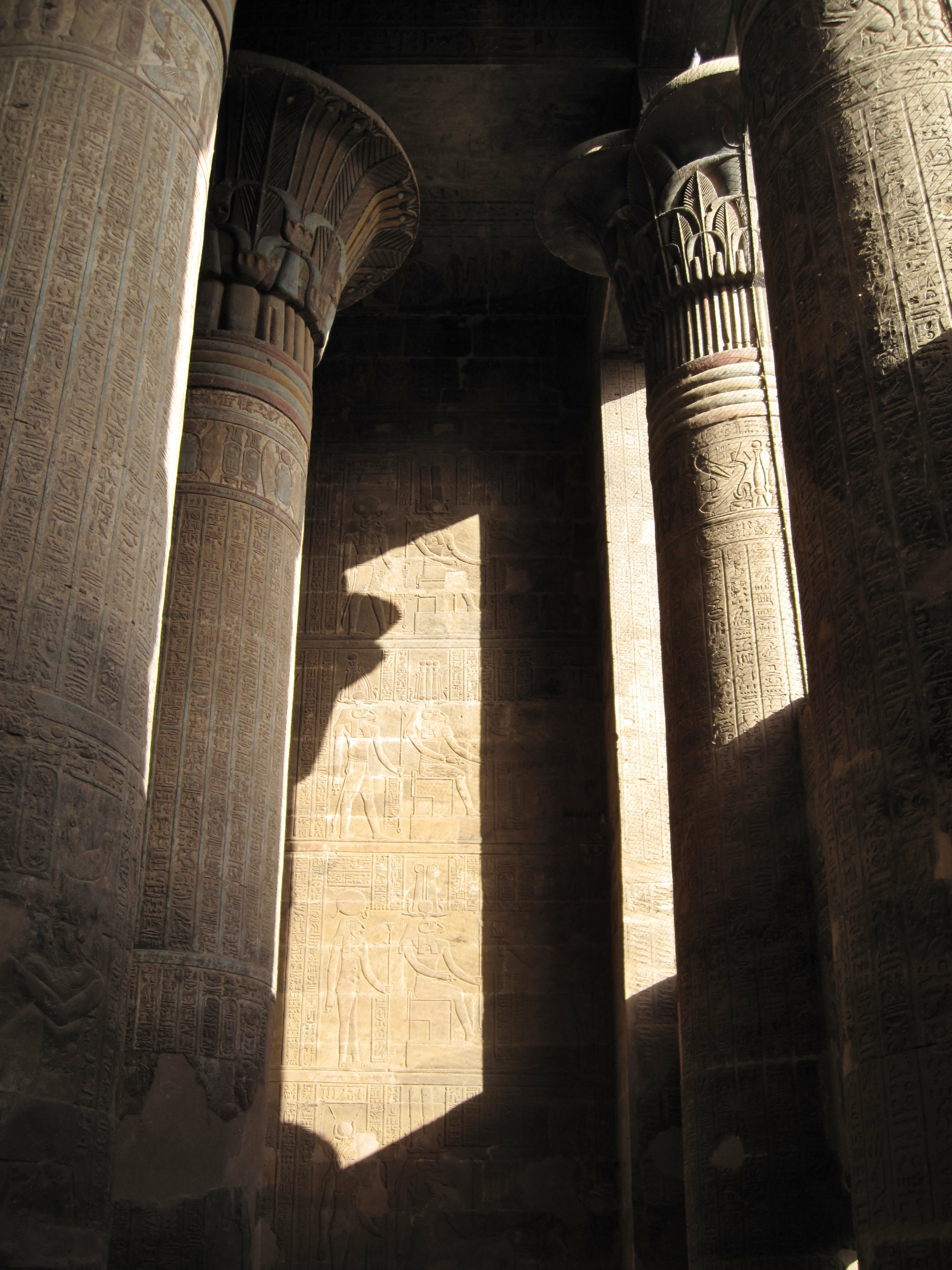
Blick zur Nordwestwand
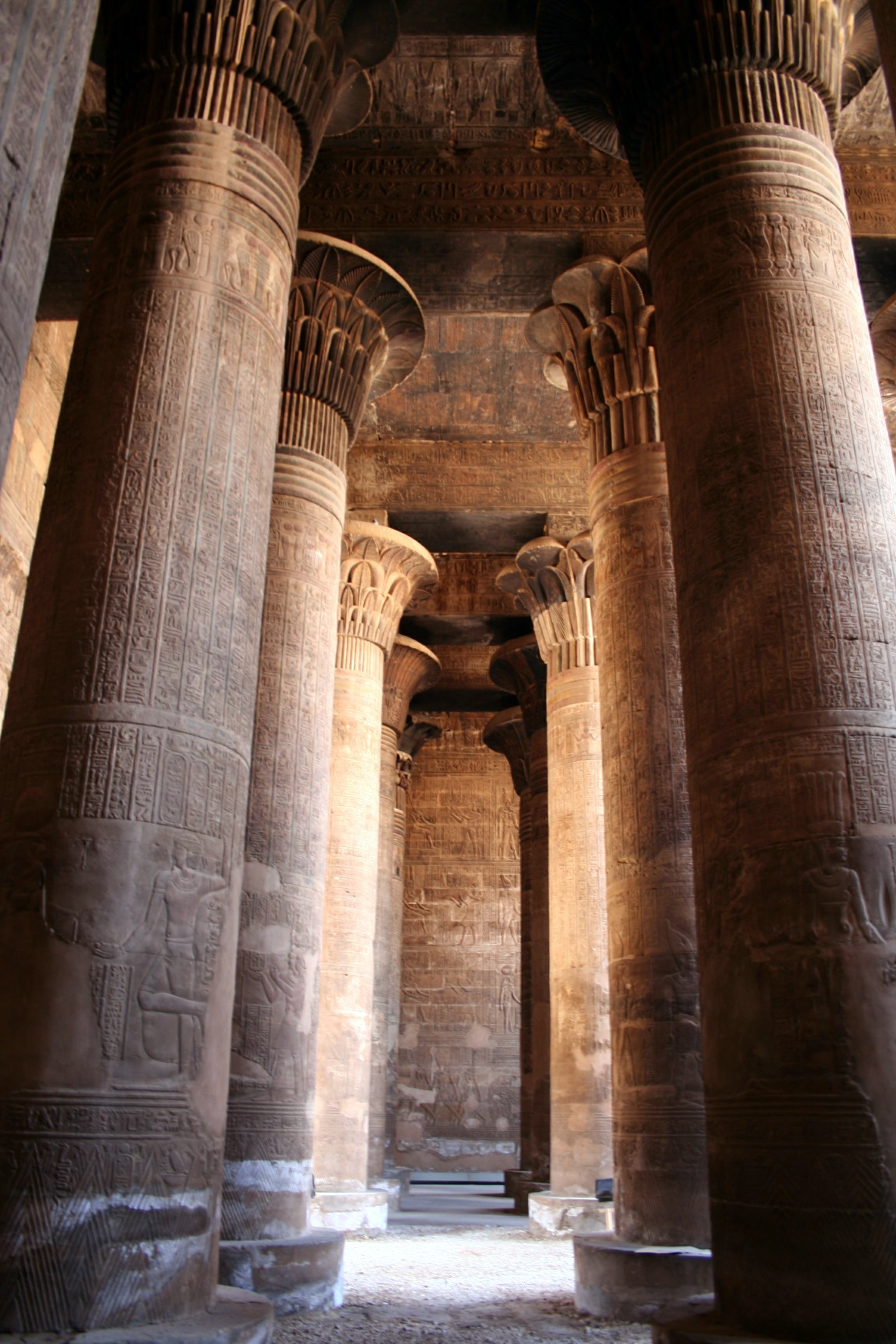
Säulengang
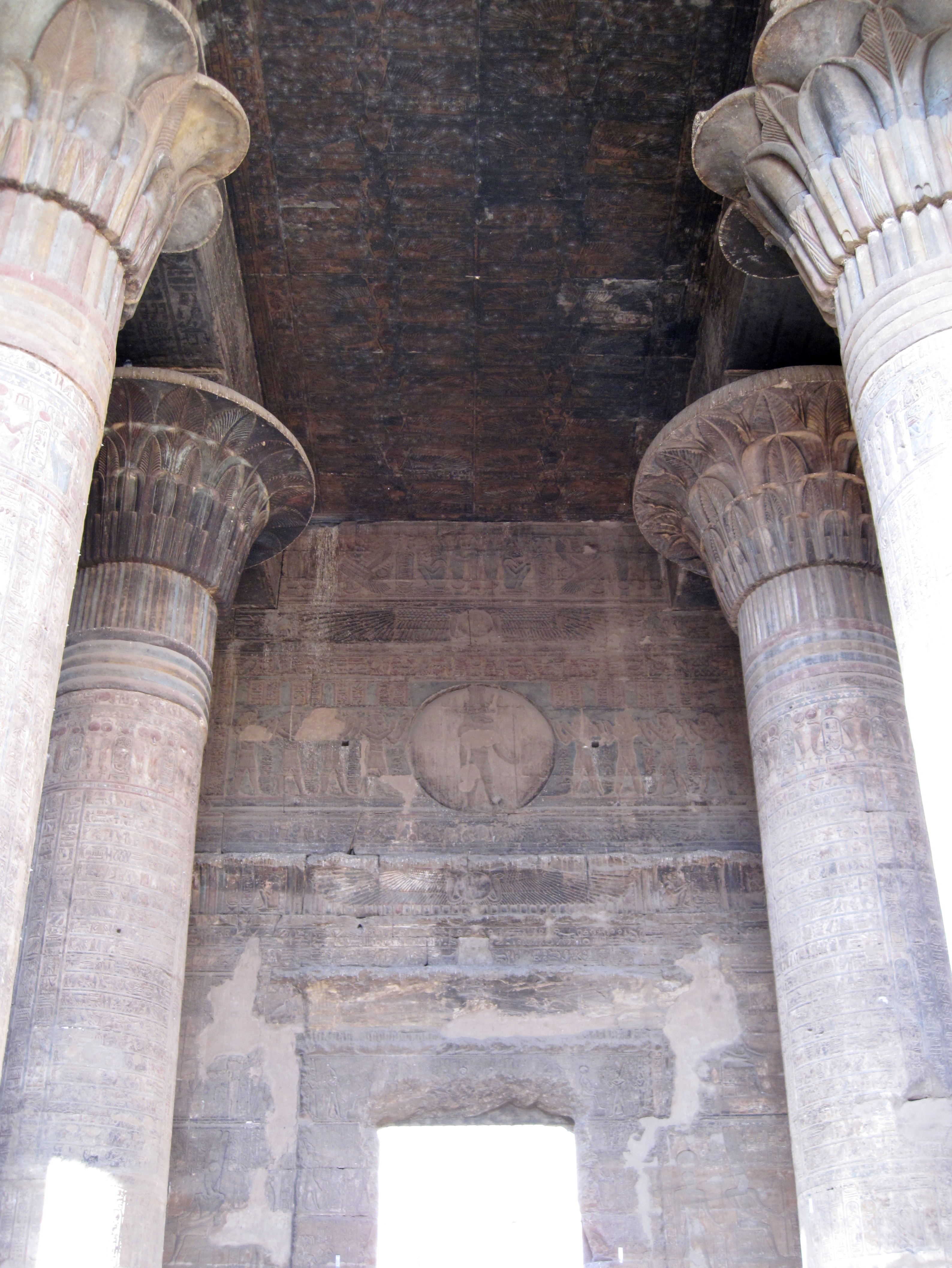
Hintere Portalwand
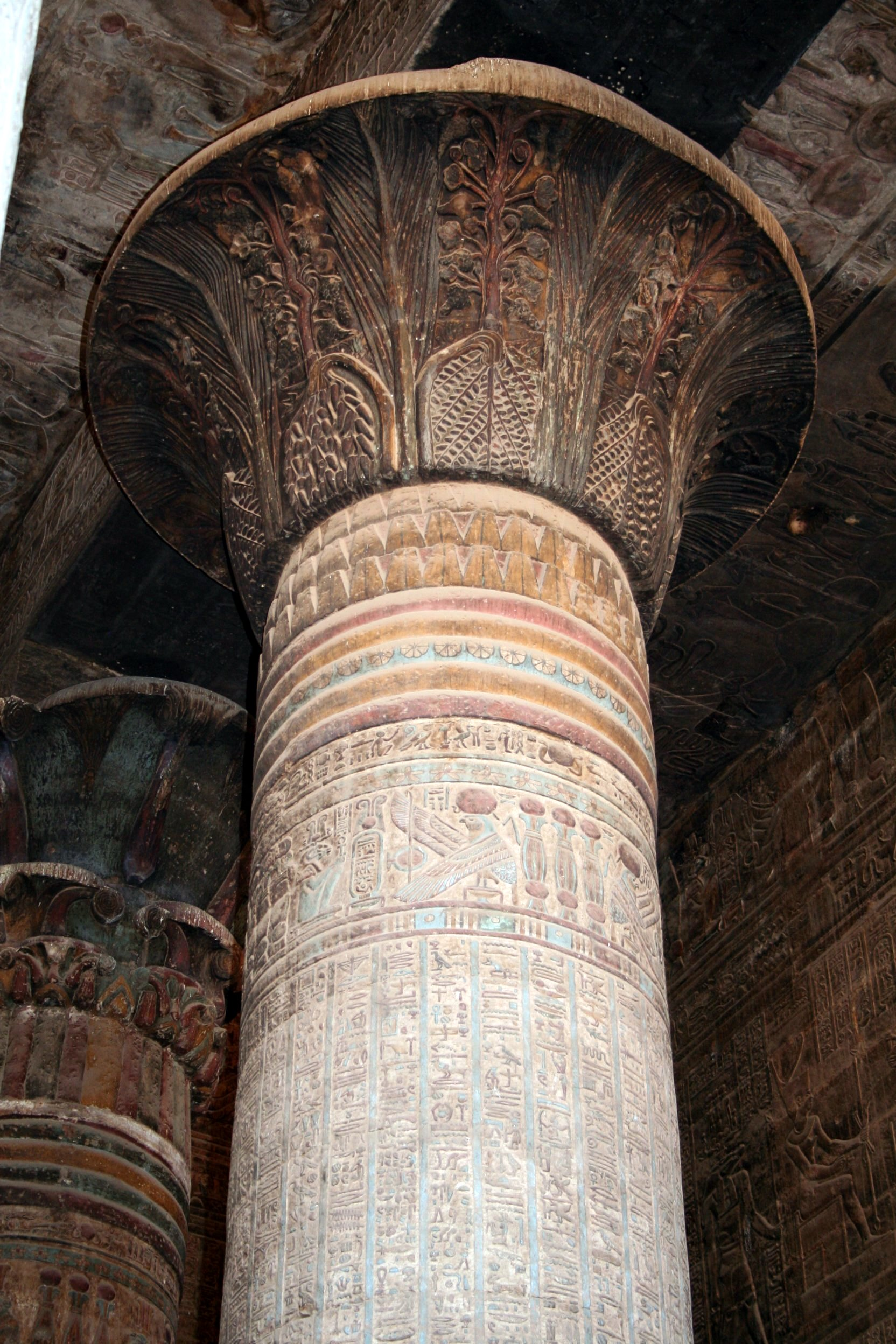
Säulenkapitell
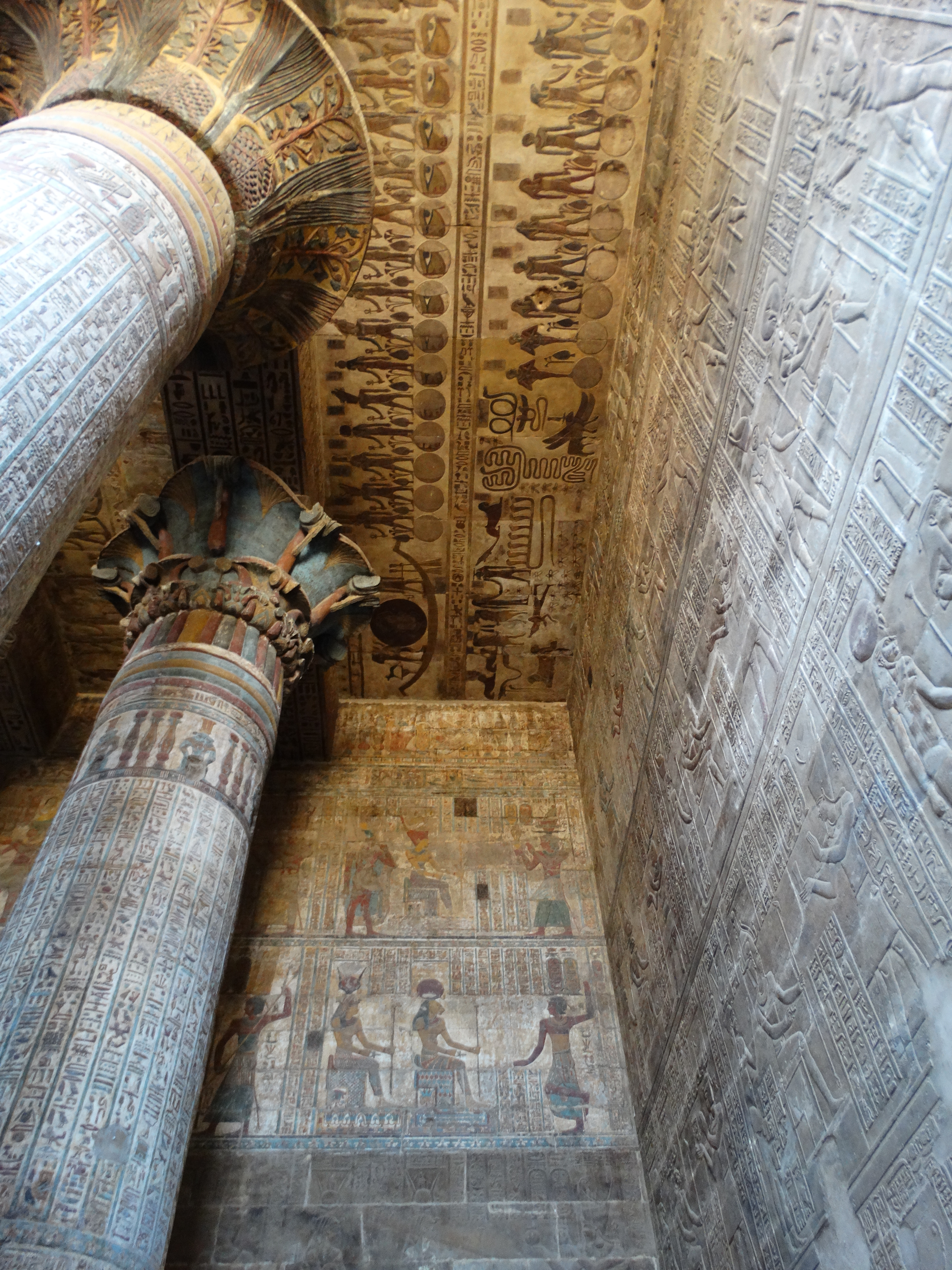
Helle Farbgebung der Säulen und Wände des Tempels

## Altägyptische Tempelfeste in Esna
Zwei der wichtigsten Esna-Tempelfeste fanden zu Ehren von Neith und Chnum statt. Das Neith-Fest wurde am 13. Ipip als weibliches Pendant des Chnum-Festes „Festsetzen der Töpferscheibe“ ausgerichtet, das in Esna zeitgleich mit dem Dendera-Fest „Erheben des Himmels für Ptah“ am ersten Tag des Mondkalenders im Monat Pa-en-Amenhotep gefeiert wurde. Gründe hierfür sind in der speziellen Bedeutung des Chnum und der Neith in Esna zu sehen, die hier insbesondere als Schöpfergottheiten verehrt wurden. Daneben werden im Festkalender von Esna unter anderem folgende wichtige Feierlichkeiten erwähnt:
- 22. Hathyr: Krönungsfest des Götterkindes Heka-pa-chered mit Auszug zu den Außentempeln Pa-netjer und Pa-Chnum.
- 23. Hathyr: Krönungsfest der Nebetuu (Herrin der beiden Länder) zwecks Wiederbelebung der Vegetation. Nebtuu trat in der Erscheinungsform als Tefnut auf, die ihren Bruder Schu besuchte.
- 29. Hathyr: Fest der Nebetuu
- 30. Hathyr: Verehrung der verstorbenen Gottheiten, insbesondere von Osiris mit anschließendem Auszug zum Abaton und Prozession der Isis.
- Monat Ka-her-ka: Mehrere Prozessionen des Heka und der Nebtu, in welche unter anderem das Tanzfest des Schu-Chnum mit Menhit-Nebtu eingebettet war, das auf den mythologischen Themenkomplex von der Heimkehr des Sonnenauges Bezug nahm. Der Charakter aller im Monat Ka-her-ka begangenen Prozessionen war auf die Inhalte Geburt und Wiedergeburt ausgerichtet. Die weiteren Esna-Prozessionen orientierten sich inhaltlich an dem vom 29. bis zum 30. Ka-her-ka überregional begangenen „Fest der Wiedergeburt von Osiris“, dem sich am 1. Ta-abet die Zeugung des Horus anschloss.
- Weitere Feste der Nebetuu: 5. Pa-en-Amenhotep, 1. Pa-en-Chonsu und 21. Ipip.